# Kuwait en los Juegos Olímpicos de Seúl 1988
Kuwait estuvo representado en los Juegos Olímpicos de Seúl 1988 por un total de 25 deportistas masculinos que compitieron en 7 deportes.
El portador de la bandera en la ceremonia de apertura fue el atleta Yasem Al-Dowaila. El equipo olímpico kuwaití no obtuvo ninguna medalla en estos Juegos.